# ستيف مكمان (لاعب كرة قدم)
ستيف مكمان (بالإنجليزية: Steve McMahon, Jr.)‏ (31 يوليو 1984 في المملكة المتحدة - ) هو لاعب كرة قدم بريطاني في مركز الدفاع. لعب مع نادي برث غلوري ونادي بلاكبول ونادي كيدرمينستر هاريرز لكرة القدم.

## وصلات خارجية
- ستيف مكمان على موقع قاعدة بيانات كرة القدم.إي يو (الإنجليزية)
- ستيف مكمان على موقع Soccerbase.com (لاعب) (الإنجليزية)
- ستيف مكمان على موقع عالم كرة القدم.نت (الإنجليزية)